# 無生野の大念仏

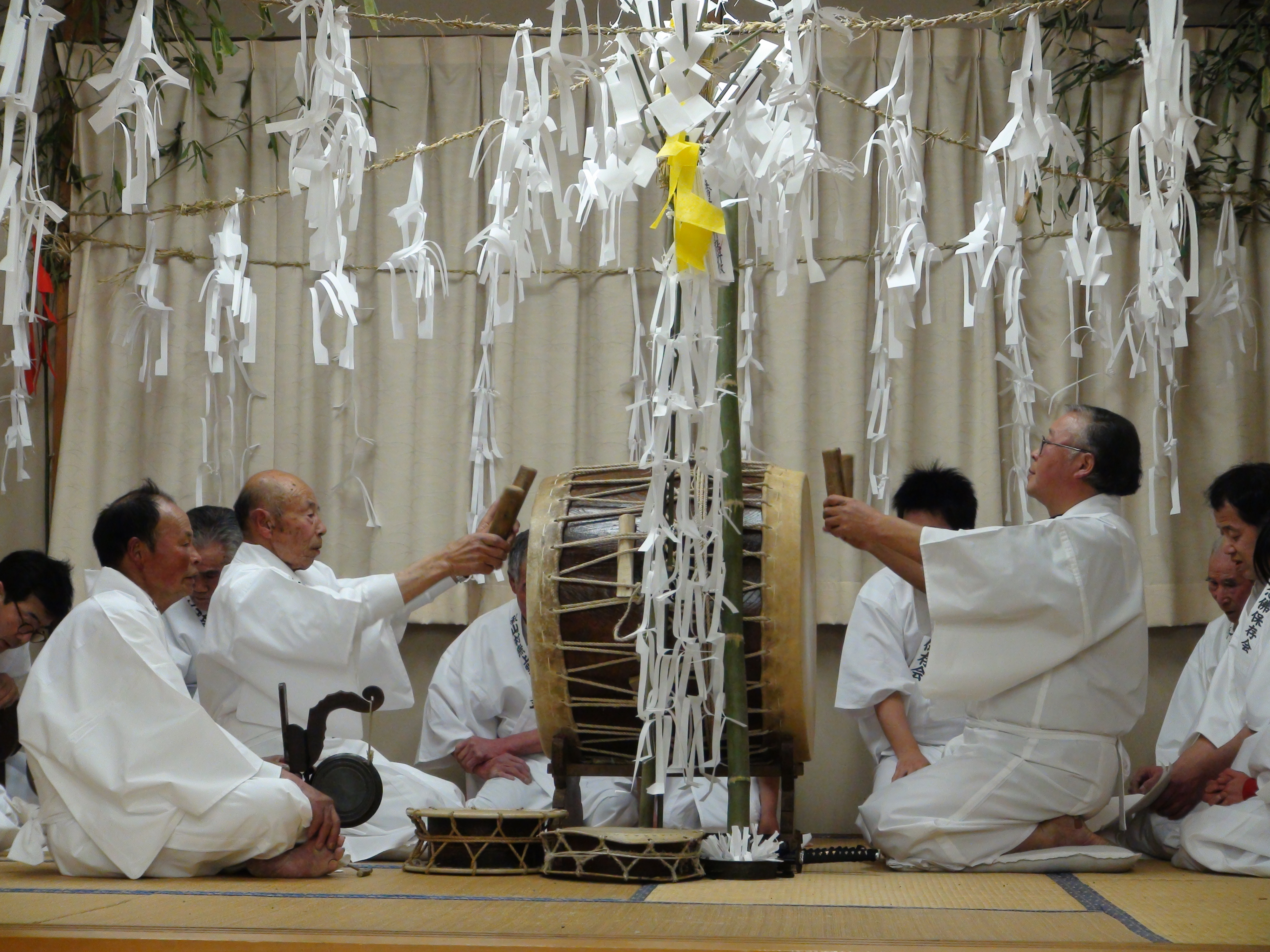
無生野の大念仏（2012年2月5日撮影）

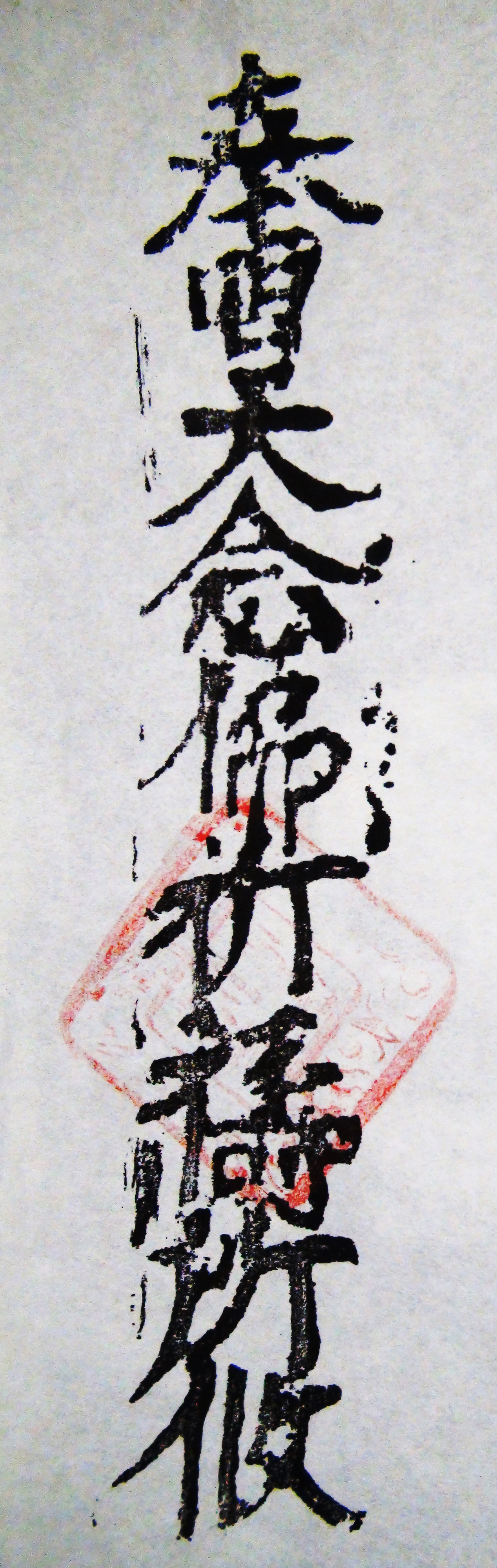
無生野大念佛の御札。大念仏行事終了後、参列者に配られる。

無生野の大念仏（むしょうののだいねんぶつ）は、山梨県上野原市秋山の無生野地区に伝わる、踊り念仏を主体とした伝統行事、伝統芸能である。
旧暦1月16日（旧正月期間）と太陽暦8月16日（お盆期間）の年2回、無生野集会場（公民館）に設けられた道場と呼ばれる会場（後述）で、白装束をまとった踊り手が、太刀、締太鼓、棒などを振りかざし、経典を唱え、鉦（かね）、太鼓を激しく打ち鳴らしながら踊りまくる。
踊り念仏の原型をよくとどめているものとして、1960年（昭和35年）11月7日、山梨県指定無形文化財に指定され、国により1972年（昭和47年）8月5日に記録作成等の措置を講ずべき無形文化財として選択された。
さらに1995年（平成7年）12月26日には、山梨県内では2件目となる国の重要無形民俗文化財に指定された。
文化庁による指定種別は、民俗芸能・風流である。

## 概要
無生野（むしょうの）地区のある上野原市秋山は、山梨県のほぼ最東端にあたり、村の中央を西から東へ流れる秋山川（相模川水系）に沿って集落が点在する、周囲を道志山塊に囲まれた山村である。
大念仏が行われる無生野は秋山川の最上流部、雛鶴峠を挟んで都留市と接した秋山地内の西端、標高約500-550メートルにある山間の小集落である。
この地に伝わる無生野の大念仏は、古くから無生野地区の人々により連綿と受け継がれてきたもので、太鼓や鉦鼓（鉦叩）などの鳴物を鳴らし経典を唱え、踊り手は太刀や締太鼓を持ち鳴物の周囲をめぐるという、舞踊の初源的な姿を留めており、さらに演目次第の中に病気平癒への祈祷の意味を持つものがあるなど、祭祀行事から芸能へと進展する過程を示すものとして重要な無形民俗文化であり、かつ地域特色が濃い伝統行事である。
大念仏とは人々が一堂に会し念仏を修す行事に踊りが加わったもので、平安時代末期の永久年間頃に、天台宗の僧侶である聖応大師良忍が開宗した融通念仏宗が起こりとされ、日本各地に広まるにつれ、踊躍歓喜（ゆやくかんぎ）の動作を伴い、次第に芸能化するようになったと言われている。一般的にはこれらを総称して踊り念仏、あるいは念仏踊り、と呼んでいるが、厳密に言えば両者に共通点はあっても基本的には異質のものである。踊り念仏があくまでも宗教的な目的で行われる仏教儀礼であるのに対して、念仏踊りとは踊り念仏を基本として、次第に芸能化、娯楽化に進展・発展したもので、いわゆる風流に変化したものを言う。また、空也上人の影響から派生したものに六斎念仏がある。これは経文に節をつけた鉦念仏を唱えたものに、鉦や太鼓などが加わり、さらに「六斎踊り」という踊りもつけられたもので、仏教的儀礼的なもの（踊り念仏）と、風流的なもの（念仏踊り）の前二者に対して、その中間的な要素を持つものである。

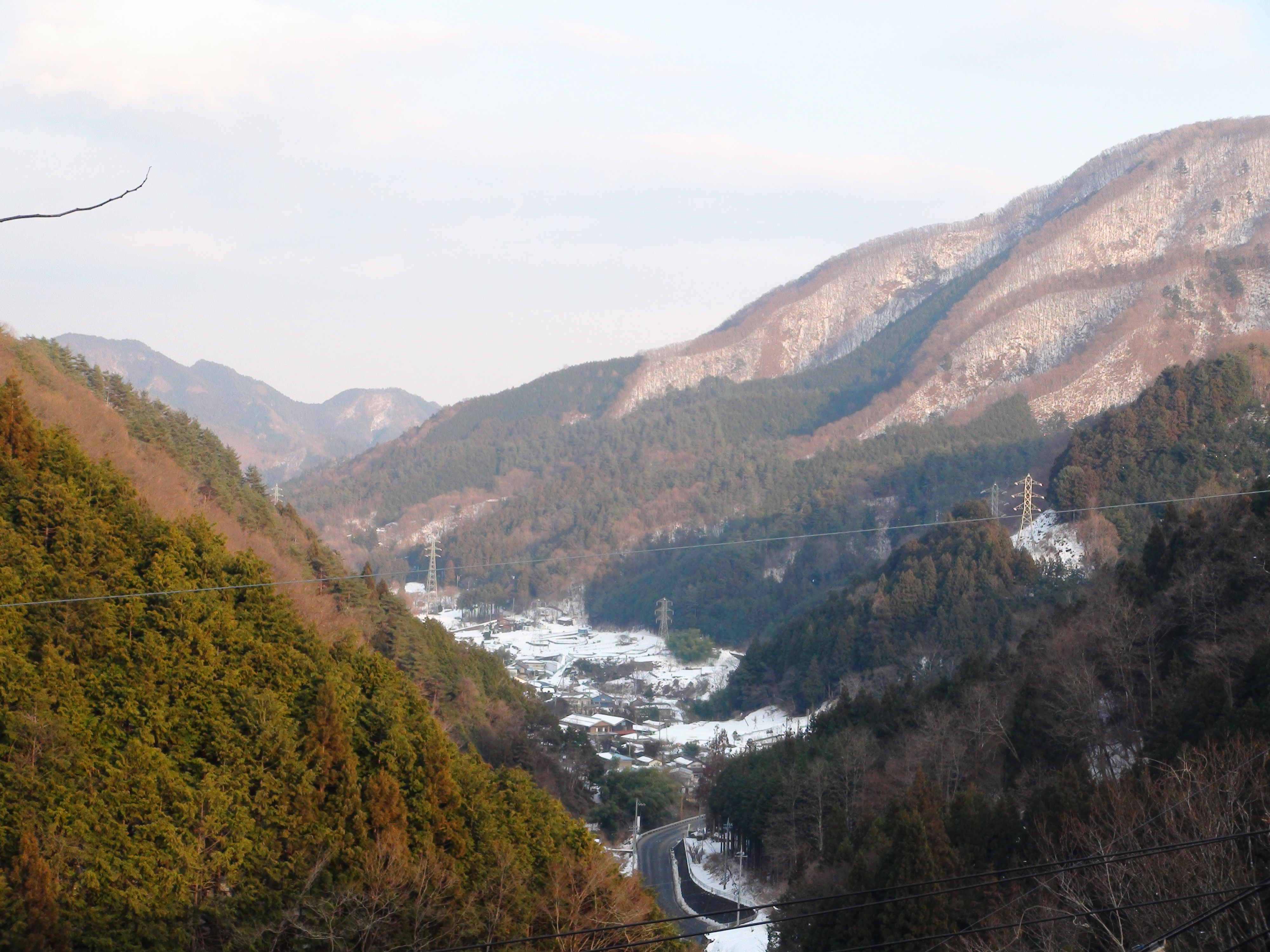
無生野地区（雛鶴峠中腹より東望、2012年2月5日撮影）

これらの分類を基にして考察すると、無生野の大念仏は随所に仏教的要素を多くとどめながら、鉦や太鼓などの鳴り物、踊りの振り、道場の設置、飾りつけなど、全ての面で素朴であり華美なものは見当たらない。特に無生野大念仏のクライマックスともいえる「ぶっぱらい」に見られる悪霊追放の所作は、芸能と言うよりは、仏教儀礼要素や修験的要素が濃い、極めて初源的な大念仏であり、むしろ最初期の六斎念仏と見るのが妥当である。実際に1960年（昭和35年）に山梨県指定無形文化財に指定された際の指定名称は、「無生野大念佛（六斎念佛）」であった。
無生野には大念仏と小念仏が残されているが、小念仏は葬儀や新盆の際に、おもに女性によって唱えられる踊りの付かない念仏であるのに対して、大念仏は道場を設けて行われ踊りを伴う。
かつて大念仏は山中湖村平野地区、富士河口湖町西湖地区、大月市梁川町綱の上地区など、山梨県内各所で行われていたが、ほとんどが廃れてしまい、2016年現在山梨県下で大念仏が残されているのは無生野の大念仏のみで、経文を唱えるだけの小念仏が県内他所に僅かに残るだけである。
他地方であれば風流化し、念仏踊り化するものが、無生野の大念仏では、踊り念仏の原型を保ち、初期的な形態のまま受け継がれ、長い年月にわたり保たれているのは、この地が地形的に見て芸能伝播の終着点にあたり、ここから先の伝播の経路を持たなかったことに加え、無生野に伝わる雛鶴姫伝承によるところが大きいと考えられている。

## 雛鶴姫の伝承

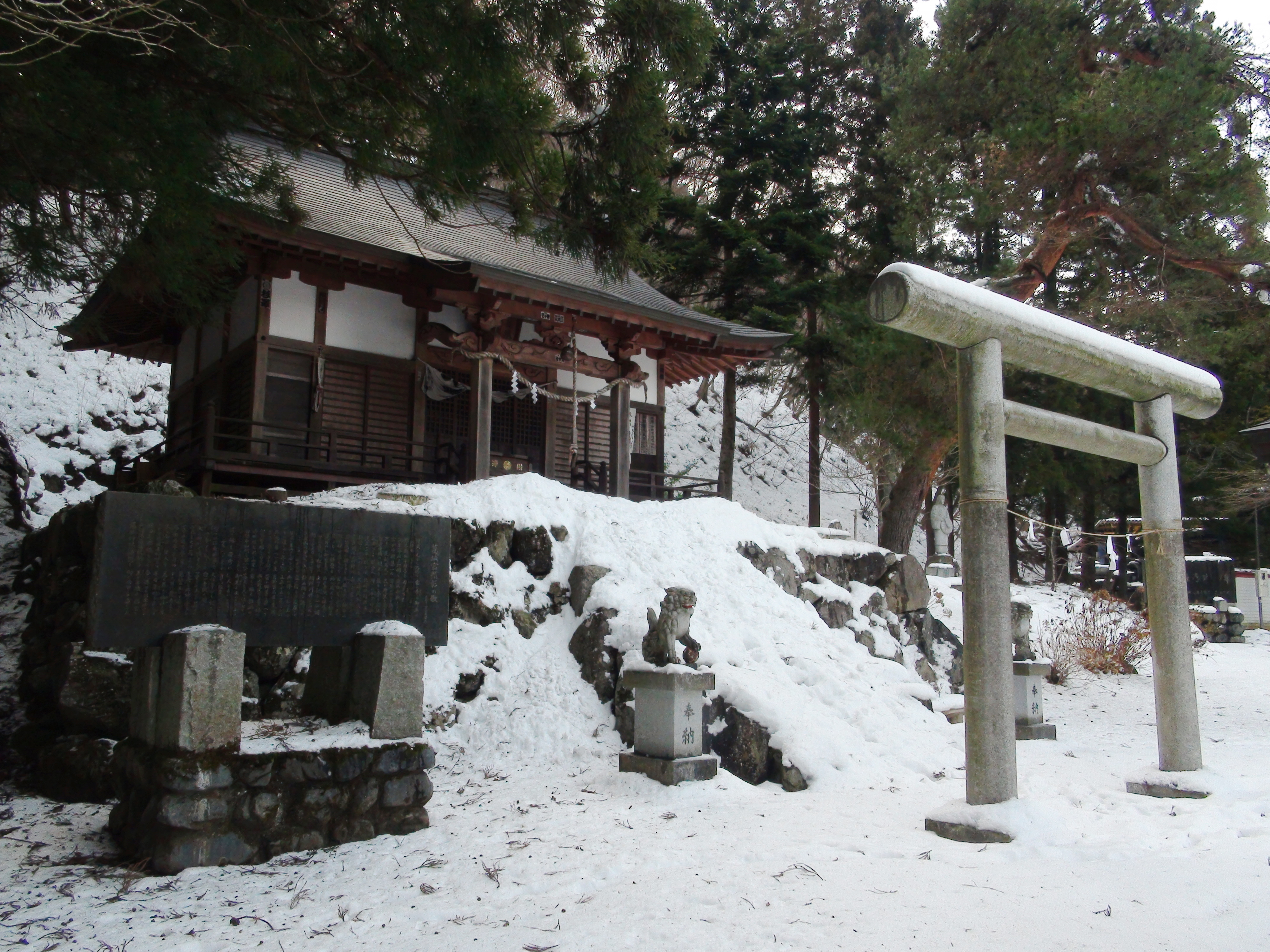
雛鶴神社。祭神は、大塔宮護良親王、葛城綴連王、雛鶴姫。

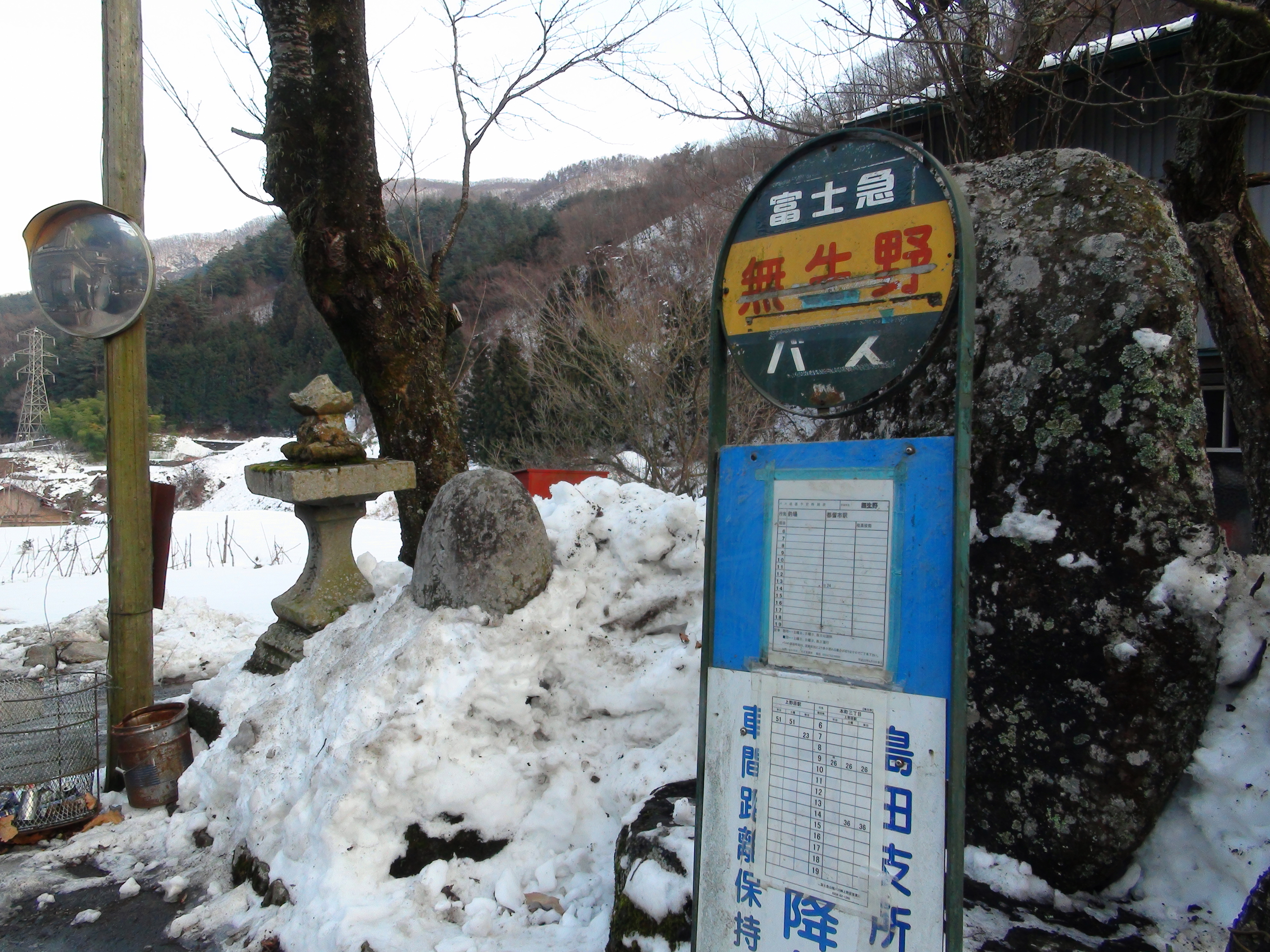
無生野バス停留所。背後に見える円形の石塔が大念佛供養塔である。大念仏終了後、使用した青竹や御幣などをここへ置く。

無生野の大念仏の起源、発祥の由来については、南北朝時代の、後醍醐天皇の皇子である、大塔宮護良親王の悲劇にまつわる雛鶴姫（ひなづるひめ）と、姫に仕えた人々の霊を慰めるために始まったものと伝えられており、無生野地区では以下のような伝承が古くから語り継がれている。
建武2年7月23日（1335年8月12日）鎌倉将軍府にあった足利直義によって、鎌倉二階堂ガ谷の東光寺の牢に幽閉されていた護良親王は、直義に命じられた淵辺義博によって殺害されたが、無念さを隠しきれない親王は刺客となった淵辺義博の顔を死後もにらみつけていたため、その形相に恐れをなした義博は、その首級を周囲の竹薮に捨て逃走した。
護良親王の寵愛を受けていた侍妃雛鶴姫は、親王の首級を竹薮から探し出すと、数人の従者と共にその首級を携え、ひそかに鎌倉を発った。相州（現：神奈川県）各地を転々とし、やがて甲斐（現:山梨県）秋山郷へと入り秋山川沿いを遡って行ったが、雛鶴姫はその頃、護良親王の子供を宿しており臨月の身重であった。秋山川上流部は当時人家も少なく、宿を乞う家も見当たらないまま雛鶴姫は産気づいてしまう。従者たちはやむなく、付近の木の葉を集めてしとねとし、そこを産所として皇子を出産したが、その日は師走の29日であったと言われ、真冬の寒さと飢えのため、雛鶴姫と生まれたばかりの皇子は他界してしまった。悲しんだ従者たちは、雛鶴姫と皇子の亡骸を手厚く葬り、護良親王の神霊とともにこの地に祀り、永久に冥福を祈るためにここに帰農した。
雛鶴姫に同情した村人は、正月用に飾りつけておいた門松を取り払い、樒（しきみ）の枝を立てて冥福を祈ったという。無生野地区では今日でも正月に門松を立てず、松飾りを行わない風習が残されている。また、雛鶴姫が臨終の際に悲しみのあまり、ああ無情…と嘆いたことから、この地が無情の野と呼ばれるようになり、無情野、そして無生野という地名になったと伝えられている。
それから約20年後、護良親王の王子である綴連王（つづれのおう）が戦乱の中を逃れ、この地にたどり着くと、無生野の人々から雛鶴姫の話を聞かされた。綴連王は無生野と自分との不思議な因縁を感じ、この地に住むようになり、一子五孫の繁栄を見て天寿を全うした。無生野の人々は、大塔宮護良親王、雛鶴姫、綴連王の3人を神に祀り、その供養のために大念仏を始めたと伝えられている。この綴連王は葛城宮とも言い、正史において陸良または興良親王に比定されているが、その後半生は行方不明とされている。また、雛鶴姫が生んだ皇子は死んでおらず、成長して綴連王となった等、諸説あるが、いずれにしても護良親王と雛鶴姫の悲劇の故事を発端として、無生野の大念仏は始まったと伝えられている。
以上で述べた雛鶴姫の言い伝えは、あくまでも伝承であり、文献や資料の上でこれを実証することは困難である。しかし、この伝承が無生野の大念仏の保存・継承に果たした役割は大きく、無生野における伝統行事としての大念仏は雛鶴姫伝説と結びつくことによって、より神聖化され崇敬の念をもって、今日まで絶えることなく続いてきたものと考えられている。大塔宮護良親王、葛城綴連王、雛鶴姫の3名を祀った小さな祠が、無生野地区の西端、雛鶴峠の直下にあったが、この祠のあった場所に、1989年（平成元年）10月22日、雛鶴神社が建立されている。

## 無生野大念佛演目次第

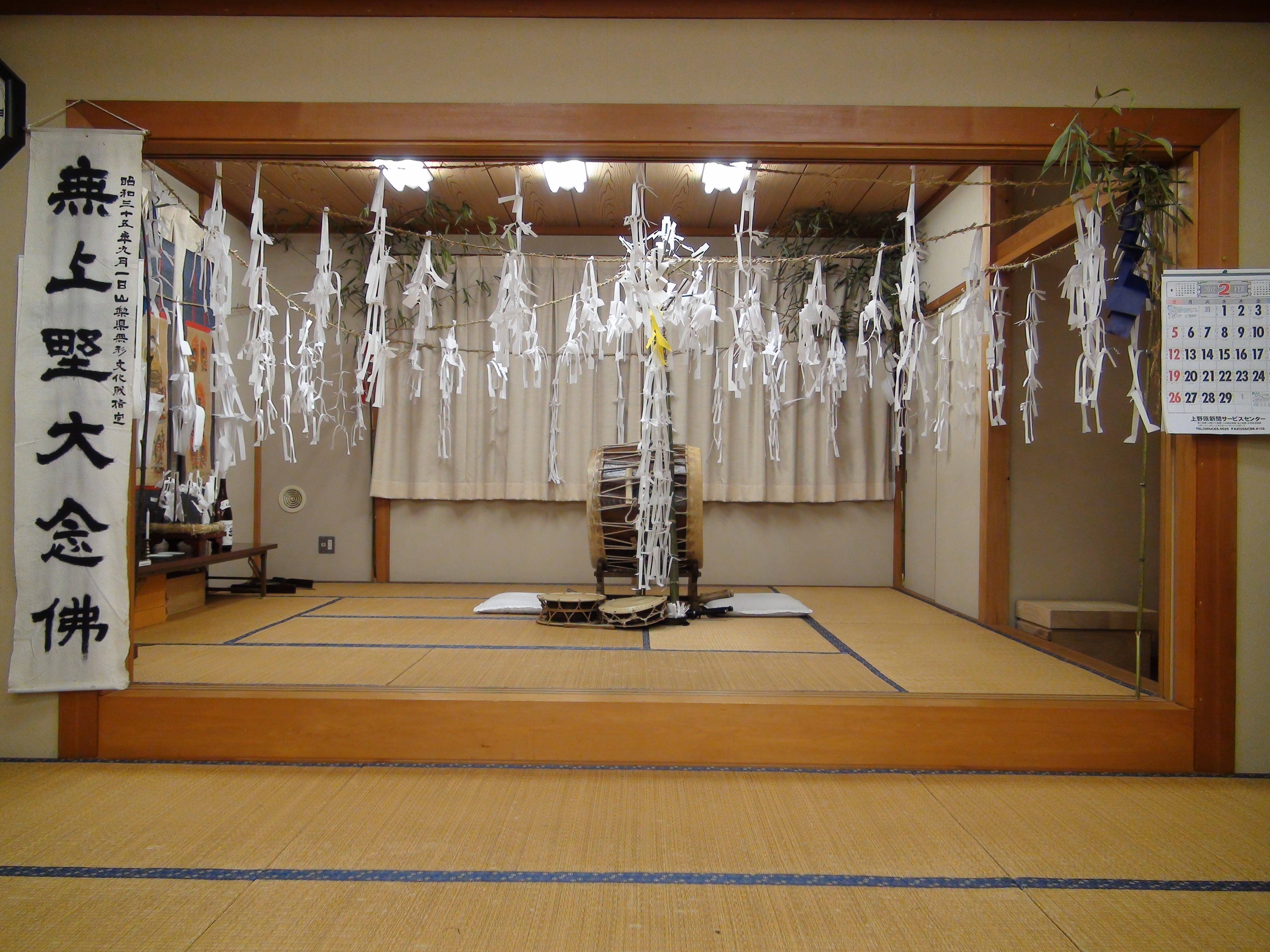
準備が完了した道場

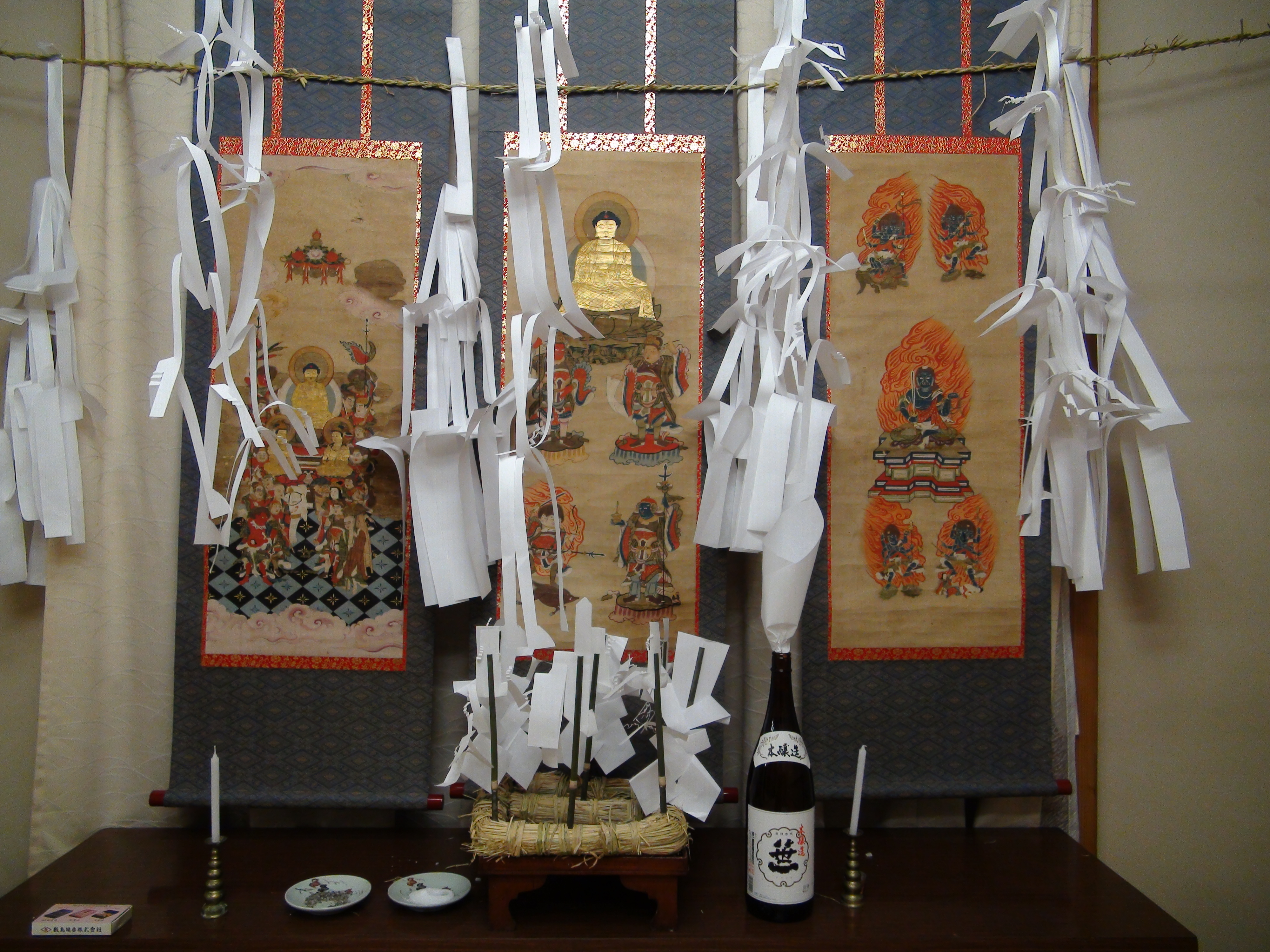
壁に掲げられた大祖三神の掛軸

### 道場設置
無生野大念佛は、旧暦1月16日と新暦8月16日の、1年に2回執り行われる。以前は無生野地区を上下に分けた2つの地区から、年毎に選出されたトウヤク（当役、旧暦1月担当）、アイトウヤク（相当役、新暦8月担当）と呼ばれる役員個人の家で行われていたが、今日では地区住民によって構成される無生野大念佛保存会が中心となり、1990年（平成2年）3月に地区の公民館として完成した無生野集会所において行われている。
大念仏施行に先立ち、会場にはドウジョウ（道場）と呼ばれる1段高い場所に、二間四方の区画が設けられる。ここは大念仏を執り行う神聖な場と見做されており、四隅に小柱（こばしら）と呼ぶ青竹（枝葉のついたもの）を立て、中央にも親柱および小柱を立てる。四隅の小柱に張り巡らされた注連縄には六本宛の御幣が下げられており、これらは全て白色で計24本、中央の1本を加えて合計25本となり二十五菩薩を表し、中央の親柱から四隅の小柱へ向け対角線に張る縄には、各七本宛ての御幣が下げられ合計28本となり二十八宿を表している。また、四隅には東方に青色、南方に赤色、西方に白色、北方に黒色、中央に黄色の御幣が下げられている。
また、道場の壁には大祖三神と称する阿弥陀如来を中心に、右に不動明王、左に十六善神の、計3枚の掛軸が掲げられ、その前に供物を並べ、祓いや清めに用いる塩や砂を盛った皿が置かれる。
施行者（演者）の資格は無生野地区在住者で、人数は約20名で行われる。各約名は、教主、鉦たたき、太鼓たたき、太鼓ふり、一本太刀ふり、二本太刀ふり、棒ふり、二本太刀太鼓たたき、ぶっぱらい太鼓たたき、ぶっぱらい太刀ふり、ぶっぱらい太鼓ふり、ぶっぱらい棒ふり、である。なお、各役はすべて白装束、白帯、素足で儀礼を行う。

### 演目次第
大念仏は当日の19時から20時頃より始まり、以下に示した順序に従い約1時間をかけて施行される。
1. 道場入り
2. 道場浄（きよ）め
3. ほんぶったて
4. かりぶったて
5. 一本太刀
6. 二本太刀
7. ぶっぱらい
8. 念仏のふた
9. 送り出し

ほぼ全編にわたり大太鼓、締太鼓、鉦鼓による鳴り物が激しく打ち鳴らされ、勇壮な拍子と踊りが渾然一体となる。
鳴り物によるリズムパターン
```
 
一本太刀・二本太刀

鉦鼓のリズム
  
  
 
  
 
 
 
 

太鼓のリズム
 
 
 
 
 
 
 
```

```
 
ぶっぱらい

●にアクセント、○は非アクセント。
拍節
の頭にアクセントがある。
 ● ○ ○ 　● ○ ○ 　● ○○○   ● ○ ○　 ● ○ ○  ● ○ ○  ● ○○○

 
 
 
 

ぶっぱらいでは、鉦鼓と太鼓は
ユニゾン
で奏でられる。
"1つの強拍と2つの弱拍"を基本とする拍節のリズムの上に、"1つの強拍と3連拍の弱拍"がランダムに入る。
```

テンポの変化や音の強弱はあるが、これらのリズムが延々と繰り返される。

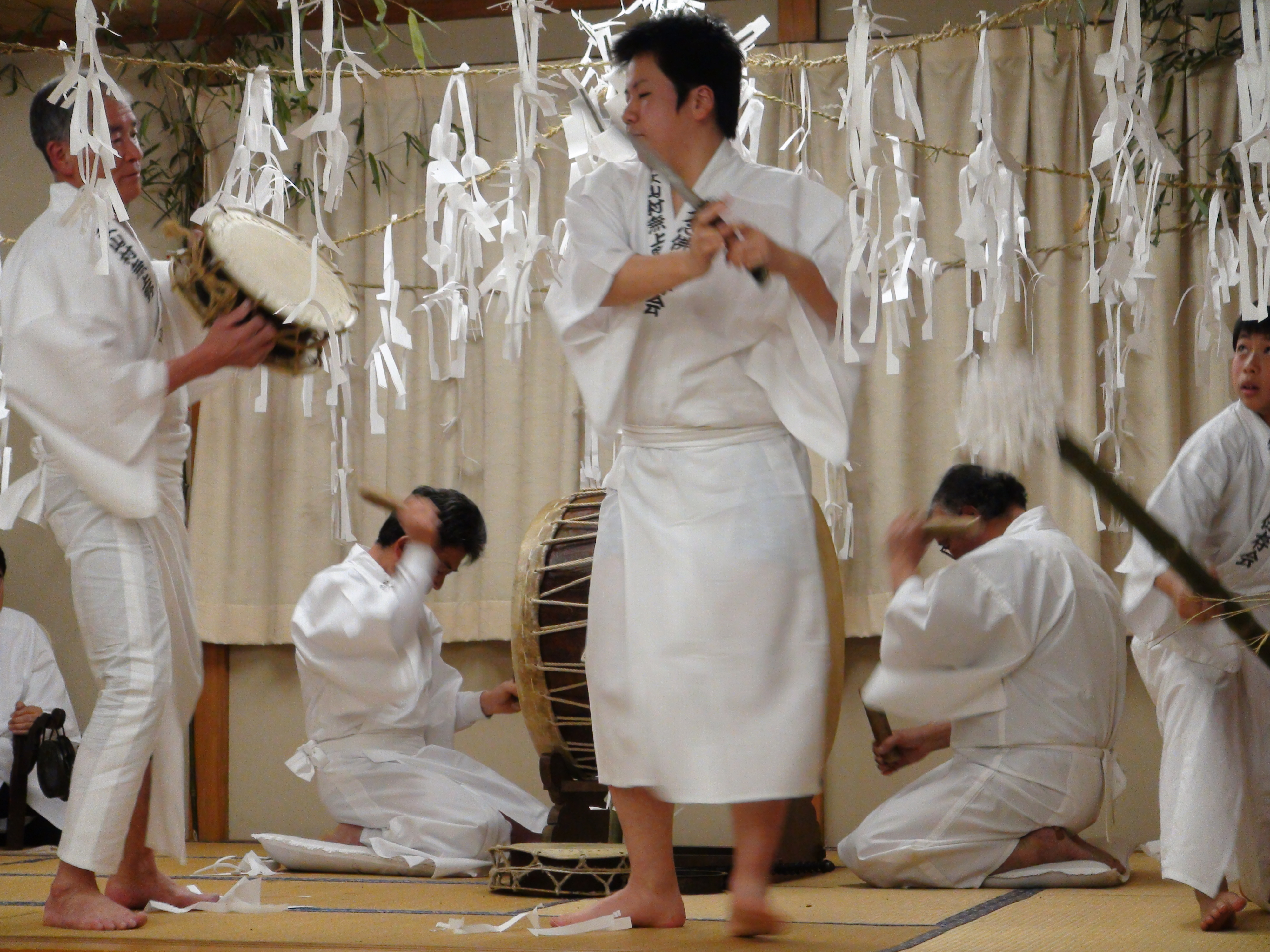
一本太刀

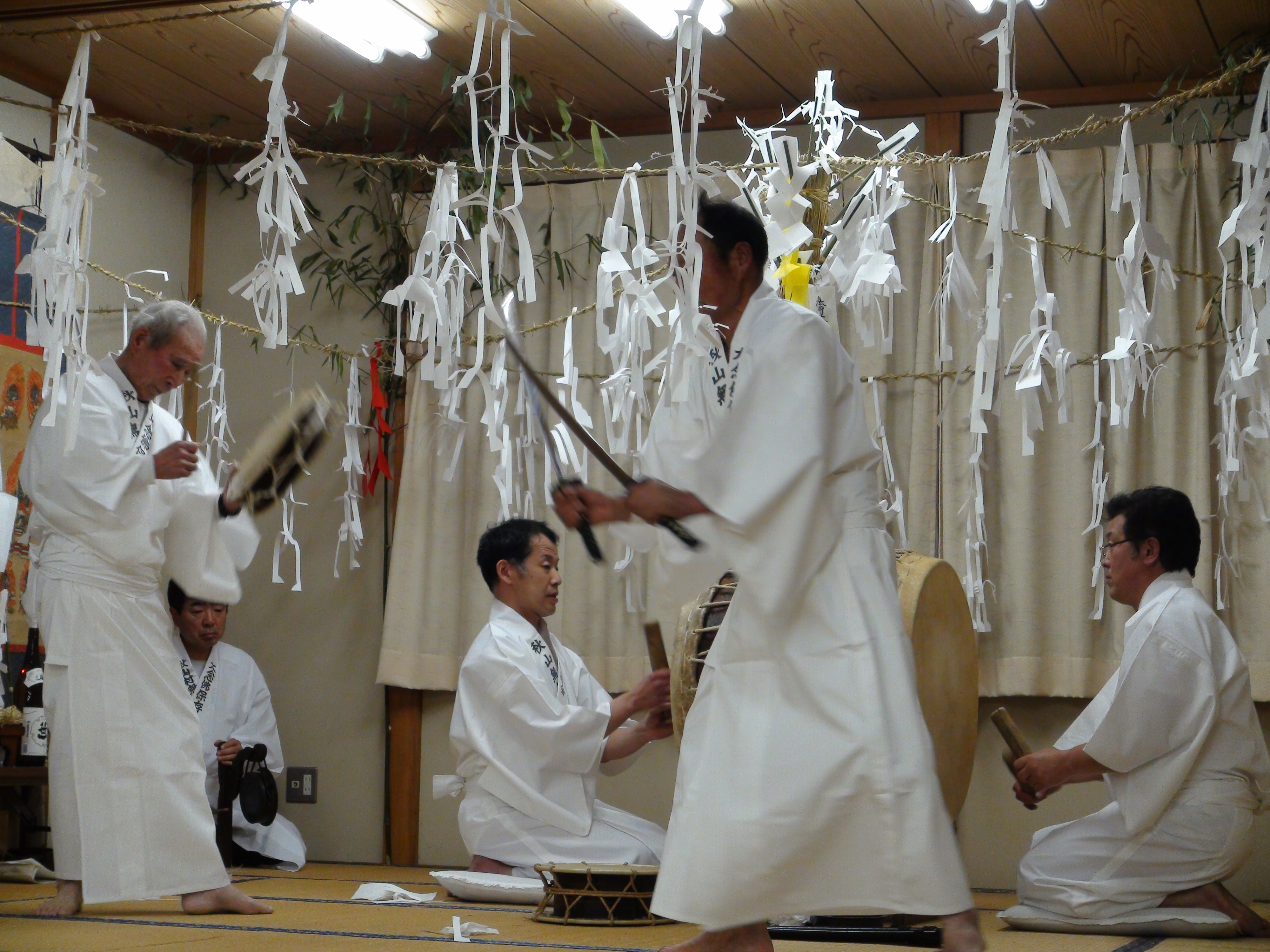
二本太刀

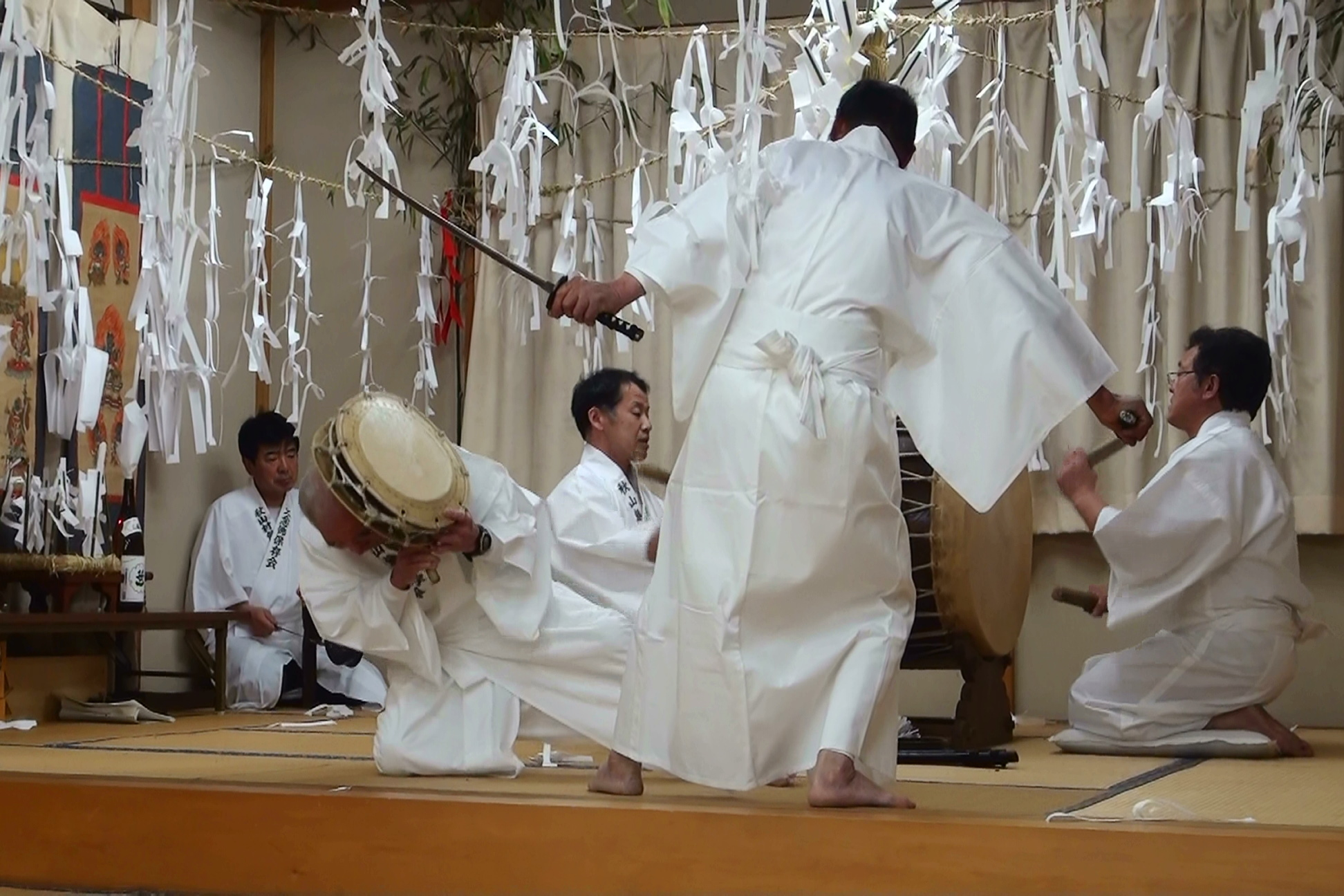
締太鼓は「親王の首級」に、太刀持ちは「雛鶴姫を追う追っ手」に見立てられている。

#### 道場入り・道場浄め
道場とは前述したように、当日作られた踊り念仏を行う場のことで、この場所へ入ることを道場入りと言う。まず3人が道場に向かって横一列に並び、中央の1人が『大念佛経本』と呼ばれる経文を唱える。唱え方と動作の形式は修験系行事における儀礼にほぼ一致している。経文が終わると、両脇の2人が砂と塩の入った皿を持って、道場の周囲を歩きながら撒いて浄め、大念仏施行の準備が整う。

#### ほんぶったて・かりぶったて
道場の中央に置かれた太鼓を囲むように演者が道場に入り、ほんぶったてと呼ばれる演者たちによる経文が唱えられ、太鼓、鉦鼓による鳴り物が始まる。太鼓の両面にそれぞれ太鼓たたき（奏者）2名がつき、鉦鼓たたき（奏者）も2名である。鳴り物は次第に激しさを増し、続いてかりぶったてと呼ばれる『舎利経』経文が始まる。演者たちは鳴り物の伴奏に合わせ一心に経文を唱える。

#### 一本太刀・二本太刀
いわゆる踊り念仏の踊りの部分がここから始まる。一本太刀を演じる3人は道場へ入る前に、注連縄の前に立って身を浄める所作を行う。
3人の演者とは、太鼓（締太鼓）を持つ太鼓ふり、青竹の棒を持つ棒ふり、1本の太刀を持つ一本太刀ふりである。
このうち締太鼓は「親王の首級」に、太刀持ちは「雛鶴姫を追う追っ手」に見立てられている。
3人はまず最初に、注連縄の一部を指で摘み取り、以下の呪文を唱える。
呪文が終わると鳴り物が始まり、太鼓ふり、棒ふり、一本太刀ふりの順に道場へ入り、大太鼓の周囲を時計回りに廻りながら踊る。まわり方は最初に静かに3回太鼓の周囲を周り、4回目からは鳴り物のリズムが速く激しくなり、演者もそれに合わせて激しく踊る。この激しい踊りを3回繰り返し、太鼓の周囲を計6回周り一本太刀は終わる。
続いて二本太刀の演者が一本太刀演者と交代し呪文を唱え道場に入る。呪文の所作は一本太刀と同じである。二本太刀の演者は太鼓ふりと、両手に1本ずつ計2本の太刀を持った二本太刀ふりの2名である。踊り方は一本太刀と同様に前半の3回は静かに、後半の3回が激しく行われる。後半3回の際、二本太刀の太刀が×状に交差するちらしと呼ばれる所作を行う。

#### ぶっぱらい

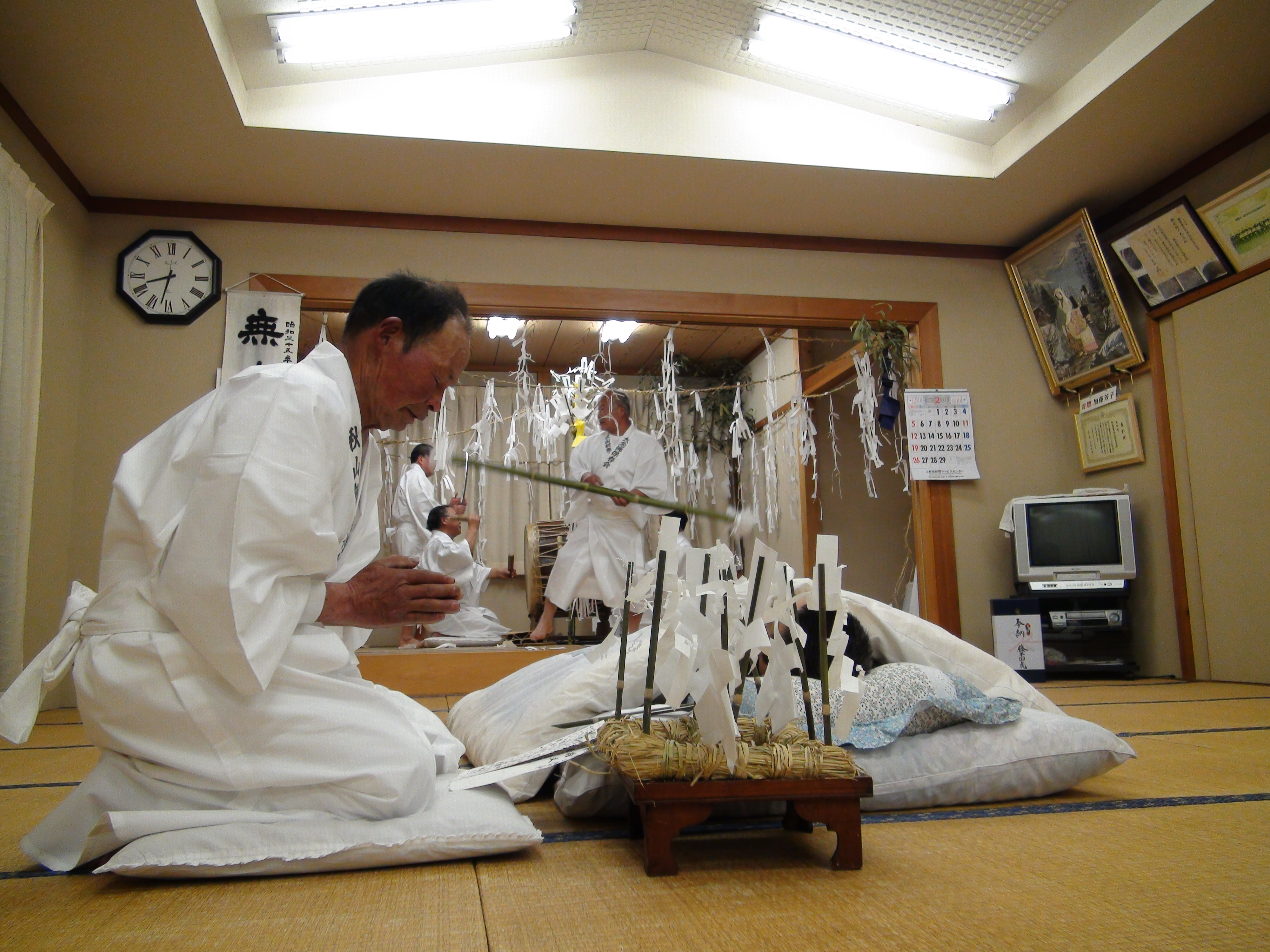
教主による祈祷

ぶっぱらい動画。5.9秒を59フレームに分割ループ。

ぶっぱらいとは、病気平癒のためのお祓い、祈祷とされるものである。道場と繋がる手前の部屋に寝具を敷き、病人に扮した者が寝る。枕元には御幣を9本刺した祈祷用の輿（こし）と呼ばれる三方が置かれ、その脇に教主がつく。教主はぶっぱらいの最中、祈祷文を唱えながら御幣で病人に扮した者を摩り続ける。
鳴り物が始まると同時に道場内で一本太刀と同じ踊りが始まり、太鼓の周囲を3回周ったところで道場から飛び出し、太鼓ふり、棒ふり、一本太刀ふりの順に、病人に扮した者が寝ている寝具の上を次々に飛び越える。
|  |  |  |

鳴り物のリズムが激しさを増し、演者の動作も激しさを増す。鳴り物のうち締太鼓と鉦鼓を打つ奏者は、神霊が乗り移ったように狂気の振りとなって、頭の上に楽器を上げて打ち続ける。楽器を頭にかぶるような動作から、この状態をぶっかぶりと呼ぶ。やがて棒ふりが青竹の棒で寝具の掛け布団を素早く払い除ける。ぶっぱらいという呼び名はこの動作を指したものである。
|  |  |  |

病人に扮した者は寝ていられなくなり、寝具から離れることによって病気回復の象徴とし、ぶっぱらいは終わる。

#### 念仏のふた・送り出し

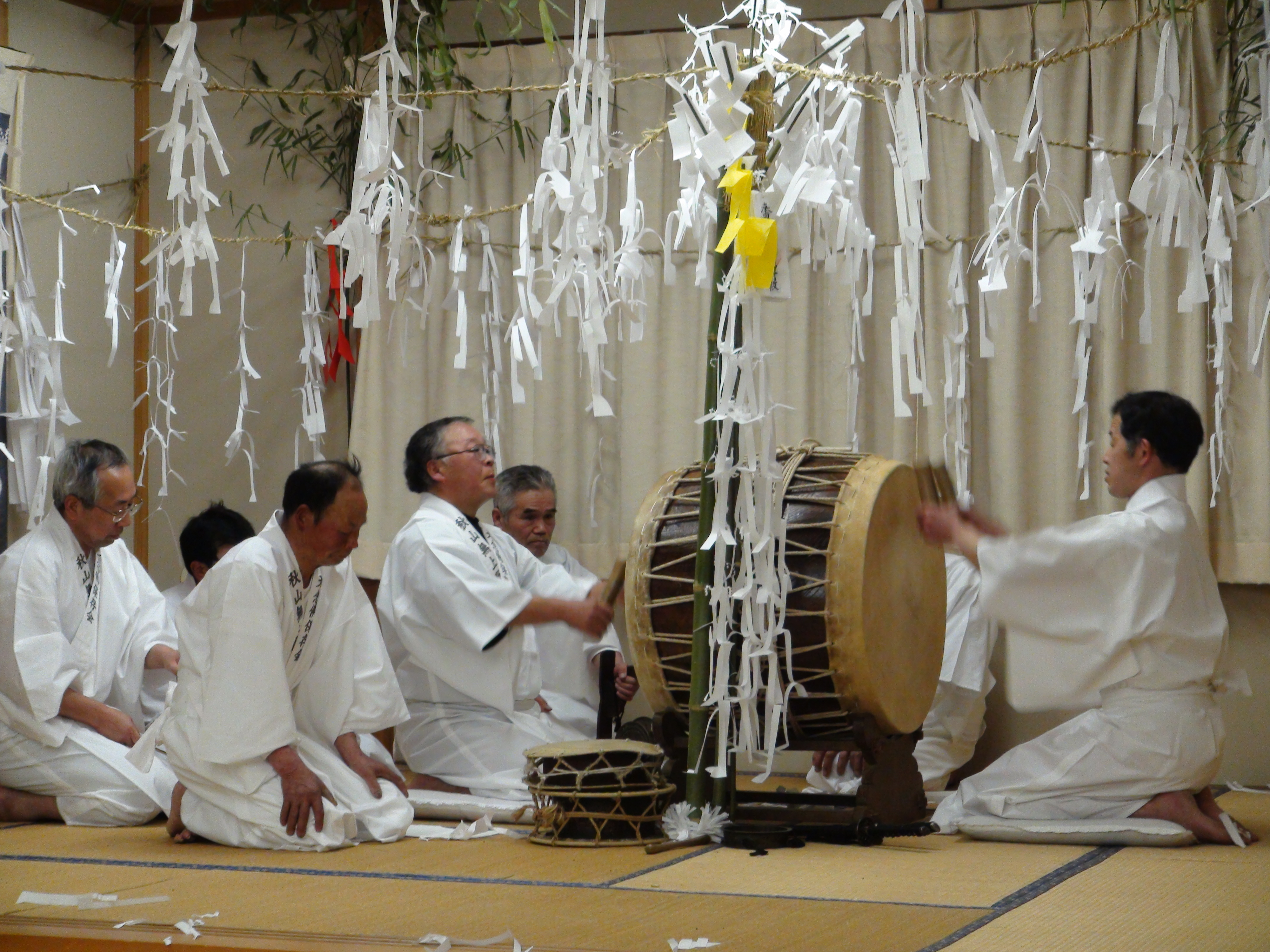
念仏の蓋

ぶっぱらいが終わり、教主が『病気引取り』の祈祷を行うと、これで踊り念仏がすべて終わったという意味で念仏に蓋をする。道場の中心で参加者全員が南無阿弥陀仏で始まる経文を唱え行事の区切りとする。念仏の蓋の儀式が終わると、道場は片付けられ、送り出しの儀式が行われる。大念仏で使用した、青竹、御幣、注連縄などは束ねられ、無生野集会場から100メートルほど西に位置する県道沿い（無生野バス停留所）にある大念佛供養塔へ運ばれ置かれ、一連の大念仏が終わる。

## 研究史と保存活動
前述したように無生野の大念仏は、踊念仏の初期形態をとどめるものとして、五来重の『庶民文化資料集成・民間芸能』、佐藤森三の『無生野の大念仏』、跡見学園短期大学の『山梨県秋山村調査報告書』および『無生野の六斎念仏調査報告書』、東京女子大学民俗調査団の『甲州秋山の民俗』など、複数の民俗学者や民俗学研究団体により調査が行われ、その民俗資料価値が指摘されてきた。また、1972年（昭和47年）から翌年にかけ、國學院大學の芸能史研究会が文化庁の三隅治雄監修のもと、数回に及ぶ現地調査・民俗採集を行い、雑誌『民俗芸能』に詳細な報告書を発表している。
太平洋戦争中でも中断することなく、連綿と継承されてきた無生野大念佛講は、約50世帯ある無生野地区住民全員が講員であり、文化財指定以前は、大念佛で浄めたお札を各戸に配って浄財を集めていたと言う。文化財指定後は県や国からの補助金によって運営されており、1973年（昭和48年）10月4日に無生野地区住民から構成される無生野大念佛保存会が設立され、無生野地区在住の小学生や中学生が参加するなど、後継者の育成が行われている。